# Denean Howard
Denean Elizabeth Howard-Hill, ameriška atletinja, * 5. oktober 1964, Sherman, Teksas, ZDA.
Nastopila je na poletnih olimpijskih igrah v letih 1984, 1988 in 1992, leta 1984 je osvojila naslov olimpijske prvakinje v štafeti 4×400 m, v letih 1988 in 1992 pa srebrno medaljo v isti disciplini, leta 1988 je bila tudi šesta v teku na 400 m. Na svetovnih prvenstvih je osvojila bronasto medaljo v štafeti 4x400 leta 1987, na panameriških igrah leta 1987 pa zlato medaljo v štafeti 4x400 m in bronasto v teku na 400 m.
Tudi njena sestra Sherri Howard je bila šprinterka.